# Kotvrdovice
Kotvrdovice település Csehországban, a Blanskói járásban. Kotvrdovice Senetářov, Krasová, Jedovnice, Krásensko és Lipovec településekkel határos. Lakosainak száma 917 fő (2024. január 1.).

## Népesség
A település lakosságának változását az alábbi diagram mutatja:
| Lakosok száma | 828  | 845  | 962  | 911  | 858  | 862  | 888  | 902  | 904  | 917  |
|               | 1869 | 1900 | 1921 | 1961 | 1980 | 2011 | 2016 | 2019 | 2021 | 2024 |